# لی شیان
لی شیان (چینی ساده: 李现; پین‌یین: Lǐ Xiàn؛ زادهٔ ۱۹ اکتبر ۱۹۹۱) بازیگر اهل چین است. او حرفهٔ بازیگری خود را با ایفای یک نقش کوچک در فیلم فنگ‌شویی (۲۰۱۲) آغاز کرد. نخستین نقش اصلی او بازی در نقش یک روباه قرمز در فیلم فانتزی ماجراجویی دزد روح (۲۰۲۰) بود.